# Virtuelle Logistik
Virtuelle Logistik oder auch Digitale Logistikplanung wird als Begriff im Umfeld der Digitalen Fabrik häufig verwendet und umschreibt die softwareunterstützte Planung logistischer Prozesse und Strukturen.
Als virtuell wird allgemein die Eigenschaft eines Objektes bezeichnet, physisch nicht vorhanden zu sein.
Ziel der  Virtuellen Logistik ist, ein komplettes Logistiksystem in Form von digitalen Modellen abzubilden, ohne dass diese (bereits) physisch existieren müssen. Dabei soll durch standardisierte Methoden und Prozesse eine (Teil-)Automatisierung der Logistikplanung erfolgen und eine Validierung stattfinden.

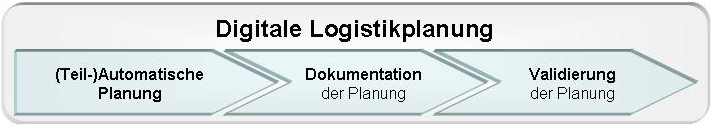

Die Virtuelle Logistik stellt einen integrativen Baustein der Digitalen Fabrik dar und ist „[...] eine Strategie, die Transport, Umschlag und Lagerung logistischer Güter in ihrer Umgebung in einem experimentierfähigen Modell abbildet, das analog zur Digitalen Fabrik durch spezifische Methoden und Werkzeuge erstellt wird.“

## Ziel der Virtuellen Logistik
Die Virtuelle Logistik hat die Aufgabe die gesamte Beschaffungskette vom Lieferanten  bis zum Bereitstellort und alle hierzu notwendigen Einsatzfaktoren wie Personal, Betriebsmittel, Einrichtungen und Verpackungen auf Basis von festgelegten Standards zu planen. Neben der Prozessplanung ist die Virtuelle Logistikplanung zuständig für die Planung des Layouts der Arbeitsstationen, des Werk-Layouts und der Werkspezifika auf Basis der Materialflussanalyse.
Planungsgegenstände sind:
- Lieferantenstandorte
- Wareneingänge
- Lagerorte
- Abladestellen
- Leergutplätze
- Ladungsträgerinhalte und
- die Ermittlung des Ladungsträgerumschlags

## Aufgaben der Virtuellen Logistik die im Rahmen der Logistikplanung vor Start-of-Production anfallen
- die Visualisierung des Produkts
- die Bündelung des Produkts zu Teilefamilien
- das Erstellen von Ladungsträgerkonzepten, um die Packdichte zu optimieren
- die Planung von Vorgabezeiten für Tätigkeiten
- die Unterstützung der Planung bei der Festlegung der geeigneten Standardbelieferung (JIS/JIT/LLZ/usw.)
- die Planung der Standardlogistikprozesse und des Materialflusses,
- die Planung der logistischen Infrastruktur bestehend aus Flächen, Straßen- und Wegenetz, Routen und Flurfördertechnik
- die Ermittlung der Kapazitäten logistischer Infrastruktur
- die Layoutplanung und Visualisierung
- die Optimierung der Flächenanordnung
- die Optimierung der Flächenbelegung
- die Parametrisierung der Standardlogistikpläne mit den optimierten Logistikstationen (physische Orte)
- die Prognose der Logistikkosten
- die Validierung des Fahrverhaltens der Fahrzeuge mit Hilfe von Schleppkurvenuntersuchungen
- die Validierung der Planung mit Hilfe einer Ablaufsimulation (dynamisches Verhalten)
- die materielle und finanzielle Investitionsplanung und
- die logistik- und produktionsgerechte Produktbeeinflussung[3].

Effizienzsteigerung wird neben der Optimierung der eigentliche Logistikplanung auch durch die Verankerung der Prozesse mit anderen Gewerken erreicht:
- Montage/Logistik Integration bei der Planung der Bandbelegung, Set- oder Vormontageflächen
- Logistik/Rohbau Integration bei der Planung der Rohbauanlagen
- Logistik/Einkauf Integration bei der Bildung von Gesamtkostenaussagen

Ohne die Möglichkeiten der Virtuellen Logistik werden die Logistikkosten im Rahmen der Planung meist eher top-down-orientiert auf Basis der IST-Kosten bestehender Produkte abgeleitet. Wichtige Stellhebel bei der Produktionsgerechten Produktgestaltung gehen auf diese Weise verloren.
Die Virtuelle Logistik ermöglicht eine bottom-up-orientierte Plankostenrechnung auf Faktorverbrauchsbasis. Entscheidender Vorteil ist, dass die Kosten nicht auf Basis von Vergangenheitswerten geschätzt werden, sondern mit Hilfe einer teileorientierten (Stückliste), leistungsbezogenen Logistikplanung für ein neu zu fertigendes Produkt ermittelt werden. Die Logistikkosten können bereits in der Planungsphase prognostiziert werden und das Logistiksystem kann optimiert werden.
Zu diesem Zeitpunkt verursachen Änderungen noch vergleichsweise geringe Kosten. Um die Logistikkosten nachhaltig beeinflussen zu können, muss dies bereits parallel zum Produktentstehungsprozess in sehr frühen Planungsphasen geschehen.